# Torcy-le-Petit, Seine-Maritime

Torcy-le-Petit este o comună în departamentul Seine-Maritime, Franța. În 1 ianuarie 2022 avea o populație de 516 de locuitori.